# H. Berthold AG
H. Berthold AG var en typsnittstillverkare. Berthold AG grundades 1858 av Hermann Berthold i Berlin som Institut für Galvanotypie, som producerdae galvanotypier, och blev aktiebolag 1896. Företaget gick i konkurs 1993.